# 경주 백률사 대웅전
경주 백률사 대웅전(慶州 栢栗寺 大雄殿)은 대한민국 경상북도 경주시 백률사에 있는 건축물이다. 1985년 8월 5일 경상북도의 문화재자료 제4호로 지정되었다.

## 경주 백률사
백률사는 불교를 국법으로 허용해줄 것을 주장하다 순교한 이차돈을 추모하기 위해 세운 절이다. 이차돈의 목을 베었을 때 머리가 떨어진 자리에 ‘자추사’라는 이름의 절을 세웠다고 한다. 언제부터 ‘백률사’라는 이름으로 바뀌었는지는 정확하지 않지만 임진왜란 때 소실된 후 다시 세워 오늘에 이르고 있다.

## 백률사 대웅전
대웅전은 조선시대의 건물로 앞면 3칸·옆면 3칸 규모로 지붕은 옆면에서 볼 때 사람 인(人)자 모양을 한 맞배지붕이다. 대웅전에 모셨던 ‘금동약사여래좌상’은 불국사의 ‘금동아미타여래좌상’, ‘금동비로자나불좌상’과 함께 통일신라시대 3대 금동불 중 하나로 현재는 국립 경주박물관에서 보관·전시하고 있다.

## 같이 보기
- 백률사

## 참고 자료
- 백률사대웅전 - 국가유산청 국가유산포털